# Alphonso Ford Trophy
Alphonso Ford Trophy – nagroda przyznawana co sezon przez Euroligę liderowi strzelców przed rozpoczęciem fazy Final Four. Po raz pierwszy przyznano ją po zakończeniu sezonu 2004-05, w trakcie fazy play-off. Statuetka otrzymała imię Alphonso Forda, zawodnika który uzyskał najwyższą średnią punktów (26) w historii rozgrywek Euroligi przed fazą Euroleague Final Four (2000/01). 
Nagrodę otrzymuje zawodnik, który legitymuje się najwyższą średnią zdobytych punktów, wliczając w to rezultaty z fazy play-off, ale do momentu rozpoczęcia się Final Four. Z tego powodu istnieje możliwość, iż lider strzelców sezonu zasadniczego nie otrzyma statuetki, ze względu na to, że ktoś uzyskał lepszą średnią po zsumowaniu statystyk z play-off. Taka sytuacja miała miejsce podczas rozgrywek 2006/07. Najwyższą średnią podczas fazy zasadniczej uzyskał wtedy Juan Carlos Navarro (16,8), jednak po wliczeniu statystyk z play-off lepszy okazał się Igor Rakočević, mimo iż w sezonie zasadniczym uzyskał niższą średnią (16,2), ale to właśnie on został laureatem nagrody. Rakočević jest również liderem w ilości przyznanych statuetek, posiada ich bowiem aż 3.
| Sezon   | Czolowy strzelec   | Zespół            | Śr. punktów |
| ------- | ------------------ | ----------------- | ----------- |
| 2004/05 | Charles Smith      | Scavolini Pesaro  | 20,6        |
| 2005/06 | Drew Nicholas      | Benetton Treviso  | 18,4        |
| 2006/07 | Igor Rakočević     | Tau Cerámica      | 16,2        |
| 2007/08 | Marc Salyers       | Roanne            | 21,8        |
| 2008/09 | Igor Rakočević     | Tau Cerámica      | 18,0        |
| 2009/10 | Linas Kleiza       | Olympiacos        | 17,3        |
| 2010/11 | Igor Rakočević     | Efes              | 17,2        |
| 2011/12 | Bo McCalebb        | Montepaschi Siena | 16,9        |
| 2012/13 | Bobby Brown        | Montepaschi Siena | 18,8        |
| 2013/14 | Keith Langford     | EA7 Milano        | 17,6        |
| 2014/15 | Taylor Rochestie   | Niżny Nowogród    | 18,9        |
| 2015/16 | Nando de Colo      | CSKA Moskwa       | 18,9        |
| 2016/17 | Keith Langford (2) | Uniks Kazań       | 21,75       |